# 곤도 다카시 (성우)
콘도 타카시(1979년 5월 12일 ~ )는 일본의 남자 성우이다.

## 출연작

### TV 애니메이션
2005년
- 블랙캣 (트레인 하트넷)

2006년
- 딸기 100% (오오쿠사)

2006년
- 가정교사 히트맨 리본 (히바리 쿄야)
- 가정교사 히트맨 리본 (폰)
- 주광의 스트레인 (랄프 위렉)
- RED GARDEN (J.C)

2007년
- 샤이닝 티어즈x윈드 (킬레인)
- 스파이더 라이더즈 (섀도)
- 히로익 에이지 (이오라오스)
- 니노미야군에게 애도를 (요시다 헤이스케)

2008년
- 타이타니아 (아리아바트 타이타니아)

2009년
- 아라드 전기 슬랩업 파티 (바론 아벨)
- 생도회의 일존 (스기사키 켄)
- 나루토 질풍전 (스이게츠)
- 페어리테일 (히비키 레이티스)

2010년
- 언젠가는 대마왕 (사이 아쿠토)
- 가정교사 히트맨 리본 (아라우디)

2011년
- 세계 제일의 첫사랑 (오노데라 리츠)
- 이국미로의 크로와제 (클로드)

2016년
● 91days (안젤로)
●츠키우타 THE ANIMATION (나가츠키 요루)

### 극장판 애니메이션
2025년
- 킹 오브 프리즘 -유어 엔드리스 콜- 모두 빛나라! 프리즘 투어즈 (쇼)

### 게임
2009년
- 가넷 크레이들 (테시라가와 토야)

2010년
- Scared Rider XechS (츠가 유우지)

2015년
- 도검난무 (코기츠네마루)